# 联合国安全理事会第19号决议
《联合国安理会19号决议》是于1947年2月27日在联合国安全理事会第114次会议上通过的。该决议是关于科孚海峡问题的，以8票赞成，3票弃权通过。
决议决定就科孚海峡问题成立一个三人国际委员会进行调查，在3月10日前提供报告。争端双方英国和阿尔巴尼亚需对此国际委员会提供协助。